# おもしろーず
おもしろーずは、吉本興業所属のお笑い芸人・たむらけんじとなかやまきんに君の2人による番組限定のお笑いコンビである。たむらがツッコミ役、きんに君がボケ役を担当。（毎日放送（MBSテレビ）『せやねん!』（関西ローカル、土曜9:25 - 12:54）の第2部（11:59 - ）の隔週企画『ピーンと来たら激写メール!』のコーナー）。
このコンビの活動は、視聴者がカメラ付き携帯電話やデジタルカメラで撮影し、番組に送られてきた面白写真を紹介し、リポーターとして撮影現場を取材に行くというもの。
また、レポートの最初には「他人のギャグを何のためらいもなくパクるシリーズ」として、2人が他のお笑い芸人のギャグを何のためらいもなくパクっている（おもしろーず一時解散前の最後の出演では、たむらけんじのギャグをきんに君がパクった）。
2006年9月30日の放送で、きんに君がアメリカに筋肉留学のため一時解散。きんに君の留学中はたむらけんじ一人で出演し、「おもしろいヒト」としてピンでレポートしていた。
その後、2007年9月7日にきんに君が筋肉留学から帰国したため、2007年9月29日放送の『ピーンと来たら激写メール!』でおもしろーず復活。だが、ピンでもコンビでも「他人のギャグを何のためらいもなくパクるシリーズ」は相変わらず健在である。
2009年6月20日、9ヶ月ぶりに放送された「ピンときたら激写メール!リターンズ〜アイツも帰ってきてるよSP〜」では土肥ポン太と「新星☆おもしろーず」としてリポートし、「他人のギャグを何のためらいもなくパクるシリーズ」も行った。ちなみに当日は、元相方で筋肉留学中だったなかやまきんに君も帰国し、出演した。
なお、東京NSC7期生(2001年入学)で「おもしろーず」という同名の別のコンビが存在した。吉本興業主催の若手ライブやM-1グランプリ2004に出場した記録があるが、「ドラゴンカフェ」に改名した後、2005年3月に解散した。